# Central Labor Union
Die Bezeichnung Central Labor Union war ein Name für Gewerkschaftsorganisationen in den Vereinigten Staaten von Amerika im 19. Jahrhundert, die sich stadt- oder distriktbezogen organisierten und mit ihren föderativen Strukturen offen für alle Arbeiter und Handwerker waren.

## Geschichte
In dem beginnenden 19. Jahrhundert fingen Handwerker und Arbeiter im Nordosten der Vereinigten Staaten an sich lokal zu organisieren und viele unterschiedliche berufsbezogene Gewerkschaften oder gewerkschaftsähnliche Vereinigungen zu gründen. Die Bezeichnungen für diese Organisationen waren so vielfältig wie die Organisationen selbst. Eine dieser ersten Vereinigungen, deren Gründung und Existenz dokumentiert ist, war die New York Society of Journeymen-Shipwrights (Gesellschaft der Schiffszimmermanns-Gesellen), gegründet am 3. April 1803. Es folgten House Carpenters of New York (Zimmermänner) und Tailors of New York (Schneider) 1806. Ziel dieser und folgender Organisationen war es, für Lohnerhöhungen zu kämpfen und Arbeitszeitverkürzungen durchzusetzen.
City Federation, Trades Alliance, Trades Council, Workingmen's Union, Workingmen's Assembly und Trade and Labor Alliance sind nur einige von den vielen Bezeichnungen von Arbeiter- und Handwerkerorganisationen, die heute für uns im Rückblick auf die Arbeiterbewegung der Vereinigten Staaten für Verwirrung sorgen. Aber ein Name war ab dem Ende des Amerikanischen Bürgerkriegs (1861–1865) sehr häufig anzutreffen, der Name der Central Labor Union. Auch wenn die Form einer föderalen Organisation, lokale berufsbezogene Gewerkschaften unter ein gemeinsames Dach zusammenzubringen, schon 1833 durch die General Trades Union schon einmal existierte, musste doch, nach den Zusammenbrüchen der Gewerkschaftsorganisationen durch die Wirtschaftskrise von 1857 und durch den Amerikanischen Bürgerkrieg, ein Neuanfang gemacht werden. Vorreiter hierzu waren die wirtschaftlichen Zentren des Landes, mit New York, Boston, Baltimore, Philadelphia und Chicago.
1866 wurde von den Central Labor Unions und anderen Arbeitervertretungen New Yorks und Baltimors zu einem nationalen Kongress nach Baltimore eingeladen. Am 20. August 1866 wurde von 61 vertretenen Gewerkschaften schließlich die National Labor Union ins Leben gerufen. Ihr aller gemeinsames Ziel war es den Achtstundentag durchzusetzen. Als 1872 die National Labor Union auf ihrem Kongress in Columbus, Ohio beschloss, mit der Unterstützung von David Davis als Präsidentschaftskandidat in die politische Arena zu wechseln, trennten sich mehr und mehr lokale Gewerkschaften von dem Zentralverband.
Auch eine erneute Wirtschaftskrise (1873) ließ die Gewerkschaftsbewegung nicht unverschont. Die Löhne sanken und viele wurden arbeitslos. Durch den Aufschwung von 1878 und den Erfahrungen der Wirtschaftskrise bildeten sich die Central Labor Unions, Trade Councils und Trade Assemblies neu und verstärkten den Zusammenhalt der lokalen Gewerkschaften. Der Bedarf sich national zusammenzuschließen und neu zu formieren, wurde durch die beiden konkurrierenden und in ihrer Organisationsstruktur unterschiedlichen Gewerkschaften, der Knights of Labor (1869 gegründet) und der American Federation of Labor (AFL), die 1886 aus der 1881 gegründeten Federation of Organized Trades and Labor Unions (FOTLU) hervorging, gedeckt.
Ausgehend von den sechs Central Labor Unions aus St. Louis, Cleveland, Indianapolis, Terre Haute, Boston und Chicago wurde 1881 mit 25 Gewerkschaftsorganisationen, darunter 11 Central Labor Unions, die FOTLU gegründet. In der Nachfolgeorganisation AFL waren es 1899 bereits 79 Central Labor Unions. All diese Gewerkschaften waren eigenständige Organisationen, verbündet und angegliedert an die AFL, wogegen die Central Labor Unions der Knights of Labor eine Art Unterorganisation in der straffen Hierarchie der Knights darstellte. Nachdem die Knights of Labor ab 1886 durch einen verlorenen Streik, dem Haymarket Attentat und durch interne Richtungskämpfe an Bedeutung verloren, trennten sich mehr und mehr Central Labour Unions von den Knights und gingen teilweise mit ihren lokalen Organisationen zu der AFL über. Central Labor Unions als lokale Organisationen der AFL existieren noch heute.

## Labor Day
Mehr über Publikationen bekannt geworden ist die Central Labor Union von New York, die am 5. September 1882 den ersten Labor Day mit bis zu 50.000 Beteiligten in New York City abhielt. Zentrale Themen waren damals, die Durchsetzung des gesetzlich geregelten Achtstundentags, Abschaffung der Kinderarbeit und neben der generellen Verbesserung der Arbeitsbedingungen, die Forderung nach einem gesetzlich verbrieften Feiertag für Arbeiter, dem Labor Day.